# République d'Autriche allemande
12 novembre 1918 – 21 octobre 1919
(11 mois et 9 jours)
Entités précédentes :
- Autriche-Hongrie
  -  Royaumes et pays représentés à la Diète d'Empire

Entités suivantes :
- Première République d'Autriche
- Première République tchécoslovaque
- Royaume d'Italie
- Royaume des Serbes, Croates et Slovènes

La république d'Autriche allemande (en allemand : Republik Deutschösterreich ou Deutsch-Österreich) est l'un des États qui ont succédé à l'Autriche-Hongrie lors du démembrement de l'Empire à l'issue de la Première Guerre mondiale.
La république d'Autriche allemande fut proclamée le 12 novembre 1918. Elle revendiquait un territoire de près de 120 000 km2 et de plus de 10 millions d'habitants correspondant à peu près au territoire de l'actuelle Autriche et à la région des Sudètes.

## Territoire
Le territoire de la république d'Autriche allemande correspondait à celui de l'actuelle Autriche, à l'exception des régions suivantes :
- le Burgenland, aujourd'hui en Autriche, appartenait encore à la partie hongroise de la double monarchie ;
- certaines zones de la partie autrichienne de l'ex-Empire ayant une population majoritairement germanophone sont maintenant en Italie (Tyrol du Sud et Tarvisio), en Slovénie (Carinthie et Styrie méridionales), ou en République tchèque (Sudètes et Bohême allemande).

Avec la loi no 40/1918 du 22 novembre 1918, l'Autriche allemande revendiquait neuf pays, à savoir :
1. l'Autriche au-delà de l'Enns, avec la Moravie méridionale allemande ;
2. l'Autriche en deçà de l'Enns, avec la Bohême méridionale allemande ;
3. la Bohême allemande (Deutschböhmen) ;
4. le pays des Sudètes (Sudetenland), comprenant la Silésie autrichienne[2];
5. la Styrie (Steiermark) ;
6. Salzbourg (Salzburg) ;
7. la Carinthie (Kärnten) ;
8. le Tyrol allemand ;
9. le Vorarlberg ;

ainsi que les enclaves linguistiques :
- de Brünn, avec Černovice, Horní Heršpice, Dolní Heršpice, Ivanovice, Kamenný Mlýn, Komárov, Modřice, Moravany, Přízřenice et Žilošice[3];
- d'Olmütz, avec Neředín, Nová Ulice, Povl, Novosady, Nový Svět, Nemilany, Kyselov, Slavonín, Hněvotín et Nedvězí[4] ;
- d'Iglau[5], avec Frydnava, Hochtanov, Dlouhá Ves, Bartošov, Hruškové Dvory, Suchá, Kosov, Handlovy Dvory, Vysoká, Dřevěné Mlýny, Hosov, Loučky, Měšín, Prostředkovice, Malá Cerekev, Votín, Pístov, Popice, Beranec, Rancířov, Rosice, Salavice, Stonařov, Vilánec, Kostelec et Čížov[6].

## Histoire
Lors de la dislocation de l'Autriche-Hongrie en 1918, les différents peuples de l'Empire réclament qu'on leur applique le « droit des peuples à disposer d'eux-mêmes » mis en avant par les vainqueurs : les germanophones n'y font pas exception et les députés autrichiens germanophones du parlement (Reichsrat) de la partie autrichienne de l'Empire, élus en 1911, décident de fonder un État d'« Autriche allemande » (Deutschösterreich) qui, dans l'esprit de la plupart d'entre eux, devait rejoindre la république allemande, tout comme les représentants d'autres peuples de l'Empire proclamaient vouloir rejoindre la Tchécoslovaquie, la Pologne, la Roumanie, le royaume des Serbes, Croates et Slovènes ou bien l'Italie.
Les députés germanophones du Reichsrat se proclament « Assemblée provisoire de l'État indépendant autrichien allemand » et élisent Franz Dinghofer, du Mouvement national allemand, Jodok Fink du Parti social-chrétien et Karl Seitz du Parti social-démocrate des travailleurs, co-présidents de l'Assemblée. Karl Renner devient chancelier de l'Autriche allemande. L'Assemblée comptait également des représentants germanophones de Bohême, de Moravie et de Silésie autrichienne, qui avaient refusé d'adhérer au nouvel État de Tchécoslovaquie proclamé le 28 octobre 1918.
Le 3 novembre 1918, l'Autriche-Hongrie signe l'armistice. Huit jours plus tard, le 11 novembre, Charles Ier renonce au pouvoir en Autriche. Le lendemain, 12 novembre, la République est proclamée. L'Assemblée rédige une constitution déclarant que « l'Autriche allemande est une république démocratique » (article 1) et qu'elle « est une partie de la République allemande » (article 2). Les provinces du Tyrol et de Salzbourg votent à une très large majorité (98 et 99 %) en faveur de l'unification avec l'Allemagne lors de plébiscites organisés dans ces régions. Quant au Vorarlberg, il avait pour sa part demandé à 80 % de devenir un canton suisse. Le 22 novembre, l'Assemblée revendique officiellement tous les territoires peuplés d'Allemands de l'ancienne partie autrichienne de l'Empire, d'autant que la Constitution allemande du 31 juillet 1919 reconnaît à l'Autriche allemande le droit de s'unir à l'Allemagne ainsi que le droit de ses représentants à participer, avec voix consultative, au Conseil fédéral allemand.
Cependant les Alliés de la Première Guerre mondiale n'entendent pas appliquer le « droit des peuples à disposer d'eux-mêmes » dans la même mesure aux peuples vaincus et jusque-là dominants, et aux peuples vainqueurs (ou alliés aux vainqueurs) et jusque-là dominés : ils donnent la priorité aux revendications italiennes, tchèques, slovaques, polonaises, roumaines, slovènes, croates et serbes sur ces territoires. Le traité de Saint-Germain-en-Laye est signé le 10 septembre 1919 par le chancelier Karl Renner.
Ratifié sous la pression des vainqueurs par l'Assemblée nationale le 21 octobre, il modifie le nom d'« Autriche allemande » en « République d'Autriche », interdit son unification éventuelle avec l'Allemagne (article 88), et donne naissance à la première république d'Autriche regroupant dans ses frontières huit Länder dont sept sont issus de la partie autrichienne de l'ex-Empire (Vorarlberg, Tyrol du Nord, Salzbourg, les deux Autriches haute- et basse-, la Carinthie et la Styrie) et un de Hongrie (le Burgenland). Toutefois, concernant ce dernier, les habitants de sa capitale Ödenbourg, en majorité magyars, obtiennent par plébiscite leur rattachement en 1922 à la Hongrie.

## Hymne
Bien que le terme « Autriche allemande » fût prohibé, l'hymne non officiel de la première république d'Autriche était « Autriche allemande, toi merveilleux pays » (« Deutschösterreich, du herrliches Land ») dont certaines paroles furent écrites par Karl Renner, le signataire autrichien du traité de Saint-Germain.

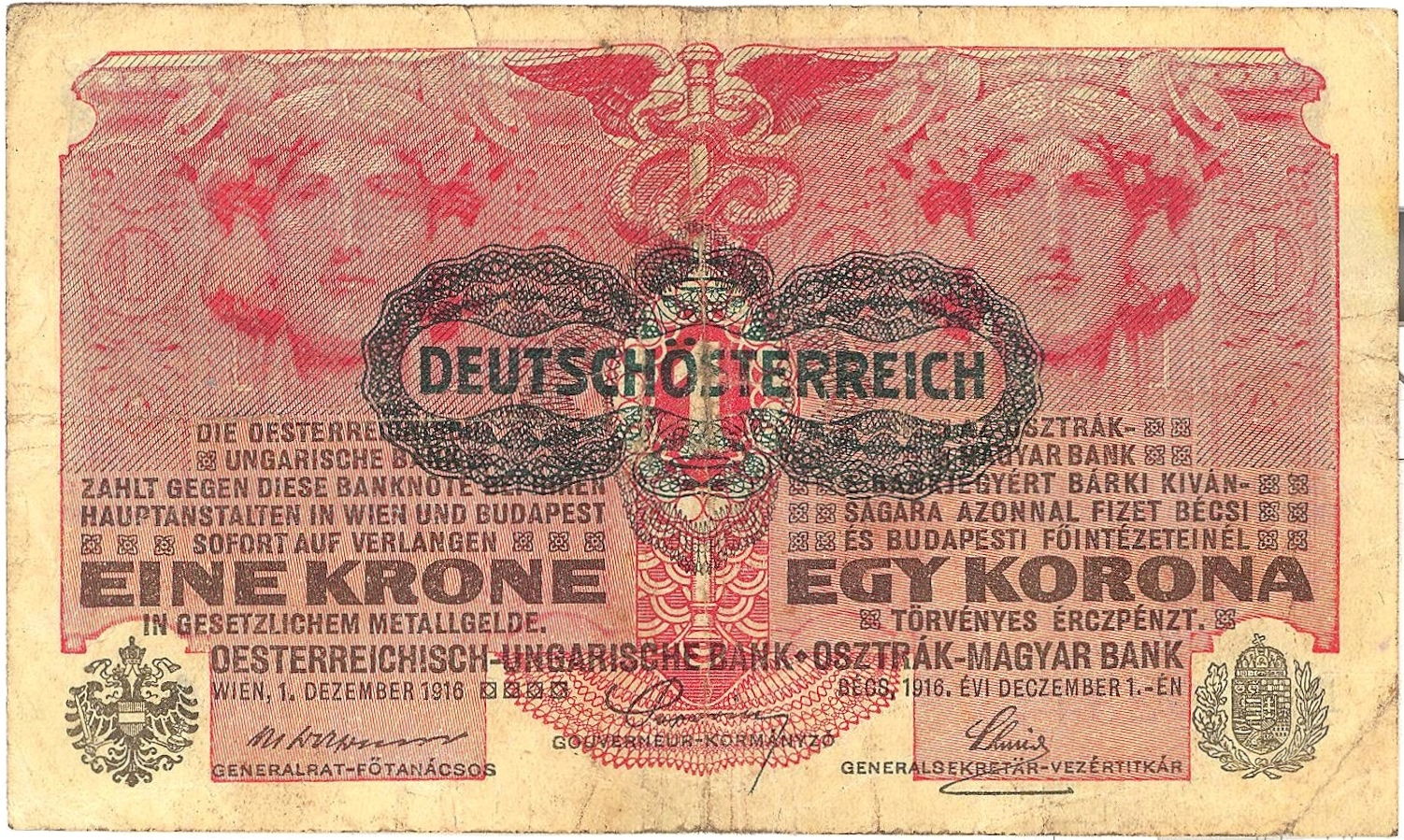
Billet d'une couronne austro-hongroise surchargée par Deutschösterreich.
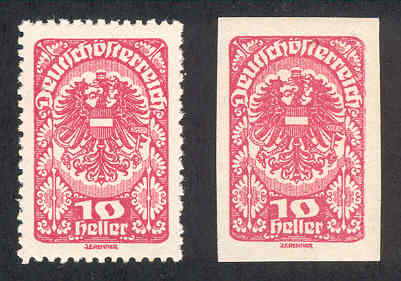
Timbres de 10 heller émis par l'Autriche allemande.
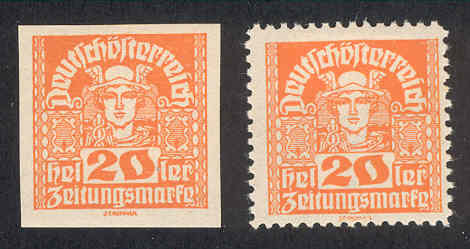
Timbres de 20 heller émis par l'Autriche allemande.

### Textes officiels
- [L. no 40/1918 du 22 nov. 1918] (de) Gesetz 40/1918 von 22. November 1918 über Umfang, Grenzen und Beziehungen des Staatsgebietes von Deutschösterreich [« Loi no 40/1918 du 22 novembre 1918 »], dans Staatsgesetzblatt für den Staat Deutschösterreich, no 9 du 28 novembre 1918, texte no 40, p. 51, col. 1.